# Expansión del régimen feudal
Durante los siglos XI y XIII,  se produjo la expansión del régimen feudal. Entre algunos de los causantes de dicha expansión podemos destacar: el renacimiento de la actividad económica, las roturaciones y los mercaderes, entre otros. 
La actividad económica renació con la renovación agrícola. Esta, consistió en la aparición de nuevos adelantos técnicos y en los nuevos métodos de cultivo como el arado de hierro y la rotación trienal. Esta última técnica, consiste en dividir el campo en partes y utilizar cada una para un cultivo diferente. Al cabo de un año, se deben rotar esos cultivos con el objetivo de reponer los nutrientes que utilizó el anterior. De esta forma la tierra se mantiene en buen estado y apta para la agricultura, ya que todo cultivo saca y repone nutrientes.
1. Gracias a las roturaciones se produjo un aumento de la producción y una multiplicación de las relaciones económicas que acarreó un aumento demográfico y un aumento del comercio (circulación mercantil). Surge una unidad de comparación más precisa, la moneda, que permite un comercio más exacto, más justo de los productos a diferencia de la comparación que se realizaba mediante el trueque. Hay una diferenciación y una especialización entre las actividades primarias (relacionadas con el sector agrícola), secundarias (manufactura, artesanías) y terciaria (comercio, compra y venta). Con esto se ve favorecida la nobleza ya que aumenta su nivel de vida

## Cuadro conceptual
```
 Avances tecnológicos     Nuevos métodos de cultivo
              mercados
                                     ↓                            ↓
                                 Nacimiento de mercaderes y artesanos
                                                  ↓
                                       División social del trabajo
                                                  ↓
                              Especialización de los sectores productivos
```

- Datos: Q5853234